# Koala's
Koala's (Phascolarctidae) zijn een familie van klimbuideldieren uit de onderorde Vombatiformes. De enige levende soort is de koala (Phascolarctos cinereus), maar er zijn nog een aantal fossiele soorten bekend. Met 14 soorten is het de op een na grootste familie van de Vombatiformes, na de uitgestorven Diprotodontiidae.
De familie omvat de volgende soorten:
- Cundokoala†
  - Cundokoala yorkensis†
- Koalemus†
  - Koalemus ingens†
- Koobor†
  - Koobor jimbarrati†
  - Koobor notabilis†
- Litokoala†
  - Litokoala kununkaensis†
  - Litokoala kutjamarpensis†
- Madakoala†
  - Madakoala devisi†
  - Madakoala robustus†
  - Madakoala wellsi†
- Nimiokoala†
  - Nimiokoala greystanesi†
- Perikoala†
  - Perikoala robustus†
- Phascolarctos
  - Koala (Phascolarctos cinereus)
  - Phascolarctos maris†
  - Phascolarctos stirtoni†

Koala's · Wombats · Dwergbuidelmuizen · Koeskoezen · Slurfbuidelmuis · Kleine koeskoezen · Buideleekhoorns · Vliegende buidelmuizen · Muskuskangoeroeratten · Kangoeroeratten · Kangoeroes